# Borda del Frare (Guiró)
La Borda del Frare és una borda del terme municipal de la Torre de Cabdella, en el seu terme primigeni.
Està situada al nord-est del poble d'Aguiró, al sud-est dels Corrals de Guiró, en una carena a la dreta del barranc de la Torrentera.
La borda antiga és en ruïnes, però rere seu ha estat construïda una nau moderna, per tal d'acollir-hi una explotació agropecuària.